# Murad I
Murad I (osmanska: مراد اول, turkiska: Murat Hüdavendigâr), född 29 juni 1326, död 15 juni 1389 på Trastfältet i Serbien, var härskare över det Osmanska riket från 1362 och fram till sin död. Murad utvidgade bland annat riket i Europa och erövrade Sofia år 1385. Han grundade janitsjarerna och lät kröna sig till sultan år 1383.
Murad besegrade flera turkiska emirat i Anatolien och i Europa erövrade han bland annat Adrianopel (nuvarande Edirne) och Philippopel 1362. Han vann också det viktiga slaget vid Maritsa år 1371 mot Ungern och Serbien och lade under sig delar av Serbien och Valakiet. 1385–86 intog han Sofia, Niš, delar av Albanien och Epirus.
År 1389 blev Murad enligt serbisk folktradition lönnmördad av den serbiske riddaren Miloš Obilić efter slaget på Trastfältet.